# Cubiculari
Cubiculari (llatí plural Cubicularii) era el nom dels esclaus de l'antiga Roma que tenien cura de les habitacions de dormir (cubiculum) o d'estar; generalment els esclaus que feien aquesta feina eren considerats els més fidels, ja que es considerava que tenien una espècie de cura també de la persona de l'amo.
Quan Juli Cèsar va ser fet presoner pels pirates va despatxar a tots els seus esclaus menys els dos cubicularis i el metge, segons diu Suetoni.
Els cubicularis tenien també l'encàrrec d'introduir les visites a la cambra de l'amo i, per tant, sembla que es quedaven generalment a una avantcambra. Segurament es dividien en cubicularis de dia i de nit. Sota l'Imperi els cubicularis de palau es van anomenar Prepòsits (praepositi sacro cubiculo), i ja no eren esclaus sinó pel contrari persones d'alt rang.